# ابرهام کولی
ابرهام کولی (انگلیسی: Abraham Cowley; ۱ ژانویهٔ ۱۶۱۸ – ۲۸ ژوئیهٔ ۱۶۶۷) یک شاعر، و نویسنده اهل بریتانیا بود.